# Hrdlička sokorská
Hrdlička sokorská, někdy také kvůli svému zbarvení holub kaštanový (Zenaida graysoni) je druh hrdličky, který je v přírodě vyhynulý. Pták byl endemitem ostrova Socorro v souostroví Revillagigedo. Ve svém přirozeném prostředí byl tento druh pozorován naposledy v roce 1972. Vyskytovala se do nadmořské výšky 850 metrů. Za její vyhynutí v přírodě může zavlečení koček domácích a také lov lidmi.
Je blízkým příbuzným hrdliček karolínských a černouchých a v jednu dobu byla považována za poddruh.
V zajetí žije v současnosti pouhých 81 jedinců. Chov hrdličky sokorské je problematický. Zatímco k ostatním ptákům bývají tolerantní, vnitrodruhově jsou často agresivní. V případě nesouladu může dojít i k zabití samice samcem. V evropské populaci je proto téměř dvakrát tolik samců než samic.
V roce 2023 získala olomoucká zoo samce hrdličky sokorské ze zoo v německém Karlsruhe.